# Гундарс Берзіньш
Гундарс Берзіньш (латис. Gundars Bērziņš; 26 вересня 1959 — 8 січня 2023) — латвійський бухгалтер і політик, депутат Сейму з 1993 року. Був членом Народної партії. Обіймав посаду міністра фінансів Латвії з 2000 по 2002 рік.
Помер 8 січня 2023 року у віці 63 років.